# Werkspot
Werkspot is een Nederlandse website waarop klussen worden aangeboden waarop vakmensen kunnen inschrijven.

## Geschiedenis
De website werd in 2005 opgericht door Joost Gielen en Sjoerd Eikenaar. Een jaar later stond de website al te koop op Marktplaats.
In 2013 is Werkspot overgenomen door het Amerikaanse HomeAdvisor. HomeAdvisor maakt deel uit van het Amerikaanse concern IAC. Sinds 2014 is Werkspot in Italië actief onder de naam 'Instapro'. Werkspot was een van de eerste platformen in Nederland die huizenbezitters en vakmensen bij elkaar brengt en behoorde met o.a. Uber en Elance tot een nieuwe economische trend. 

## Formule
Huizenbezitters kunnen gratis een klus plaatsen. Vakmensen uit de regio kunnen vervolgens reageren op de klus en betalen  hiervoor een vergoeding in een abonnementsvorm. 
Werkspot had in 2015 een dagelijkse kluswaarde van 1,2 miljoen euro..  De klussen variëren van kleine onderhoudsklussen tot grote renovatieprojecten. In 2018 werd vanwege een groeiende economie, en dus afname van aanmeldingen van beschikbare vakmensen, de abonnementsvorm voor vakmensen afgeschaft. 

## Fraudebestrijding
In de loop van de jaren is gebleken dat een aantal aangemelde klussers zich soms beter voor doen dan dat men feitelijk is. Na constatering en meldingen van gedupeerde klanten neemt het bedrijf maatregelen, waaronder royering. De meest voorkomende fraude is het plaatsen van een vervalste recensie op de website.

## Kritiek
Huizenbezitters zouden geen volledige omschrijvingen geven van de opdrachten waardoor vakmensen vaak nog met vragen zitten. Wanneer de vakmensen reageren kost dit hen geld. Werkspot startte een campagne De vak-klant om huizenbezitters betere opdrachtomschrijvingen te geven, zodat de vakmensen beter weten wat er van ze gevraagd wordt. Dit blijkt in de praktijk nog niet altijd te gebeuren.